# Conus lindae
Conus lindae é uma espécie de gastrópode do gênero Conus, pertencente à família Conidae.